# Charles Louis Cadet de Gassicourt
Pour les articles homonymes, voir Cadet de Gassicourt.
Charles-Louis Cadet de Gassicourt, né le 23 janvier 1769 à Paris où il est mort le 21 novembre 1821, est un pharmacien, écrivain et goguettier français, fils réputé illégitime de Louis XV.

## Biographie
Officiellement, il est le fils de Louis Claude Cadet de Gassicourt et de Françoise Boisselet. Cependant, dans ses Mémoires, son ami le baron Thiébault révèle comment sa mère céda aux avances du roi Louis XV et qu'elle tomba ainsi enceinte du roi de France. Il y précise aussi comment le mari cocu décida de faire des adieux définitifs à sa femme, et comment le roi tenta de le calmer en le nommant membre de l'Académie des sciences et en lui offrant des biens de grande valeur. Mais le mari trompé resta inflexible.
Cette paternité de Louis XV est aujourd'hui affirmée par de nombreux auteurs,,.
Son père souhaite lui faire étudier la pharmacie, mais le jeune homme, qui rencontre chez ses parents des hommes de lettres tels que d'Alembert, Buffon ou Condorcet, décide de se consacrer à la littérature.
Après de brillantes études en droit aux collèges de Navarre et Mazarin, il devient avocat. Il plaide avec éloquence et un certain succès. Le 8 janvier 1789, il épouse à Paris, Madeleine Baudet.
Lorsque la Révolution éclate, Gassicourt y adhère avec enthousiasme et se lance en politique. Le peintre Pierre-Paul Prud'hon réalise en 1791, un portrait de lui conservé au Musée Jacquemart-André.
Il n'hésite pas à condamner les excès du Tribunal révolutionnaire. Il publie des chansons patriotiques et un Cahier de réformes ou vœux d'un ami de l'ordre. Accusé d'avoir participé au 13 vendémiaire à la tête de la section du Mont-Blanc en 1795, il est condamné par contumace, ce qui l'oblige à se cacher trois ans dans le Berry. La condamnation est finalement annulée par le jury criminel de la Seine.
La tourmente terminée, il revient à Paris. Entre-temps, son père putatif étant décédé après avoir dilapidé sa fortune, Gassicourt, déçu dans ses espérances, doit renoncer à sa vie dissipée et se décide à embrasser la profession pharmaceutique. Sa qualité de fils de maître et sa haute situation lui valent de grandes facilités pour parvenir à la maîtrise, et le 15 juin 1800, il obtient le diplôme de maître en pharmacie.
Dès qu'il est muni de son diplôme, Gassicourt s'installe rue Saint-Honoré, presque en face de l'officine Cadet-Derosne, tenue par la veuve Derosne avec qui il est dans les plus mauvais termes. Son établissement est des plus prospères, sa notoriété est considérable. En 1802, il présente un plan de salubrité publique qui est immédiatement adopté par le préfet de police Dubois. Il est alors nommé secrétaire général du nouveau conseil de salubrité de Paris.
Il est successivement membre de deux célèbres goguettes parisiennes : les Dîners du Vaudeville et le Caveau moderne. Il est nommé pharmacien ordinaire de Napoléon en 1809, avec l'appui de Deyeux et de Corvisart.
Parallèlement, il publie de nombreux ouvrages sur les sciences, parmi lesquels, en 1803, un Dictionnaire de la chimie qui reprend les notions développées par Pierre Joseph Macquer quarante ans plus tôt, en les actualisant, grâce aux découvertes de Lavoisier notamment. Il se moque de Madame de Staël et de Chateaubriand, et compose un ouvrage souvent cité sur les Templiers.
Au printemps 1809, il rejoint l'armée française en Allemagne, il assiste à de nombreux combats, entre autres à la bataille de Wagram. Le 16 août 1809, à l'occasion d'une fête donnée à Vienne par l'empereur pour célébrer la victoire, il reçoit un brevet de chevalier de l'Empire avec majorat. La campagne terminée, il rentre à Paris où il reprend le cours de ses nombreux travaux. En 1812, il soutient devant la faculté des sciences deux thèses qui lui procurent le titre de docteur. Il publie son Formulaire magistral. Il devient secrétaire général de la société de pharmacie de Paris, avant d'en obtenir la présidence en 1818.
Après le retour de l'île d'Elbe, Gassicourt remplace Deyeux comme premier pharmacien. Pendant les trois mois qu'il dirige la pharmacie impériale, il est mandé plusieurs fois auprès de Napoléon qui a tenté de s'empoisonner après son abdication. La science de Gassicourt le tire de ce mauvais pas.
L'effondrement de l'Empire fait rentrer Gassicourt dans la vie privée. En 1815, il reçoit de Louis XVIII la Légion d'honneur. Au début de 1821, Gassicourt est élu membre titulaire de l'Académie de médecine, récemment créée par Louis XVIII. Mais il ne jouit pas longtemps de ce nouvel honneur car il meurt le 21 novembre suivant. Il est inhumé au cimetière du Père-Lachaise (division 39) auprès de son fils, Félix Cadet de Gassicourt, pharmacien, et de son petit-fils, Ernest Cadet de Gassicourt, médecin, membre de l'Académie de médecine.

## Thèses
Dans deux de ses ouvrages, il explore la thèse que des sociétés secrètes, dont la franc-maçonnerie, auraient favorisé l'avènement de la Révolution française,.

## Œuvres
- Le Tombeau de Jacques de Molay, ou Histoire secrète et abrégée des initiés anciens et modernes, templiers, francs-maçons, illuminés, Paris, 1797. Lire la transcription en ligne sur la BNAM.
- Le Souper de Molière, comédie-vaudeville en un acte, Paris, 1798.
- La Visite de Racan, comédie-vaudeville en un acte, Paris, 1798.
- Mon voyage ou Lettres sur la Normandie, 1799.
- Le Poète et le Savant, dialogues, 1799.
- Dictionnaire de chimie, 4 vol., Paris, 1803.
- Saint-Géran ou la Nouvelle Langue française, Paris, 1807, parodie de Mme de Staël et de Chateaubriand.
- Cours gastronomique, ou les Dîners de Manant-Ville. Société Épicurienne du Caveau moderne. Paris, Capelle et Renand, 1809. 348 pp.
- Suite de Saint-Géran ou la Nouvelle Langue française, 1811.
- Cours gastronomique, ou, Les diners de Manant-ville: ouvrage anecdotique, philosophique et littéraire, Capelle et Renand, 1809, 364 pages
- De l’Étude simultanée des sciences, ou Dissertation sur cette proposition : Pour perfectionner une seule des sciences physiques et naturelles, il est nécessaire de connaître la philosophie de toutes les autres, thèse soutenue devant la faculté des sciences de l’Université impériale le 1er septembre 1812.
- L'Esprit des sots passés, présens et a venir, ou traité d'élognostie, recueilli (et non composé) par l'Auteur de St-Géran, ou la Nouvelle Langue française ; et dédié à toutes les académies littéraires, Paris, s. n., 1813.
- Voyage en Autriche, en Moravie et en Bavière, 1818.

## Armoiries
| Figure | Blasonnement |
|        | Armes du chevalier de Gassicourt et de l'Empire (15 juillet 1810) D'argent, au palmier terrassé de sinople, fruité d'or, adextré et senestré d'un rejeton aussi de sinople, celui de senestre plus élevé; champagne de gueules du tiers de l'écu, chargée du signe des chevaliers non légionnaires, qui est un annelet d'argent. |

## Pour approfondir